# Символи Маебасі

## Символи міста
Емблема Маебасі — зображення пустого в середині кола (輪貫, «ванукі»). Цей символ прикрашав штандарт роду Мацудайра, володарів середньовічного Маебасі-хану, центром якого було сучасне місто. Емблема була затверджена у 1909 році. .
|                |
| Прапор Маебасі |

Прапор Маебасі — полотнище темно-індигового кольору, сторони якого співвідносяться як 2 до 3. В центрі полотнища розміщена емблема міста білого кольору.
|         |        |      |        |
| Троянда | Азалія | В'яз | Гінкго |

Окрім прапора і емблеми Маебасі має ще чотири символи: дві квітки — троянду і азалію, та два дерева — сірий вяз і гінкго. Вони були затверджені 1980 року. Ці символи уособлюють красу і гармонійність мешканців міста.